# Jakub Jankto
Jakub Jankto (ur. 19 stycznia 1996 w Pradze) – czeski piłkarz grający na pozycji pomocnika.

## Kariera klubowa
Jest wychowankiem Slavii Praga. W lipcu 2014 podpisał pięcioletni kontrakt z Udinese Calcio. W lipcu 2015 został wypożyczony na sezon do Ascoli Picchio FC 1898. W lipcu 2018 został wypożyczony do Sampdorii z obowiązkiem wykupu. W sierpniu 2021 podpisał pięcioletni kontrakt z Getafe CF, a w sierpniu 2022 został wypożyczony na rok do Sparty Praga. W lipcu 2023 podpisał dwuletni kontrakt z Cagliari Calcio z możliwością przedłużenia o kolejny rok.

## Kariera reprezentacyjna
Młodzieżowy reprezentant Czech w kadrach od U-17 do U-21. W dorosłej reprezentacji zadebiutował 22 marca 2017 w wygranym 3:0 meczu z Litwą, w którym strzelił gola.

## Życie osobiste
Jego partnerką była czeska modelka Markéta Ottomanská, z którą ma syna Davida, urodzonego w 2019. Para rozstała się w listopadzie 2021 roku.
W lutym 2023 oświadczył publicznie, że jest gejem.